# Portobravo
Portobravo es una aldea española del municipio de Lousame (La Coruña, Galicia) y capital de dicho municipio. Está situado en la parroquia de Lousame muy cerca del límite con el municipio de Noya. En esta localidad está situada la casa consistorial, el centro de salud municipal y la casa de la cultura. 
En 2021 tenía una población de 66 habitantes (34 hombres y 32 mujeres). La capitalidad municipal fue trasladada a esta pequeña localidad en los años 50, anteriormente estaba en la vecina aldea de Cruído. Las localidades más cercanas son Cruído, Brandia y Bouciñas.
Portobravo es una localidad (Entidad Singular de Población) rural y a pesar de ser el centro administrativo del municipio y del crecimiento en los últimos años, no ha experimentado una transformación suficiente como para ser considerado un núcleo urbano. Está conformada por un pequeño núcleo principal donde se sitúa la casa consistorial y las pocas edificaciones de carácter tradicional rodeado de construcciones más recientes a lo largo de la DP-4201 y la carretera de titularidad municipal construida con la restructuración parcelaria, conocida como "recta de Portobravo".

## Galería de Imágenes

Imágenes de Portobravo
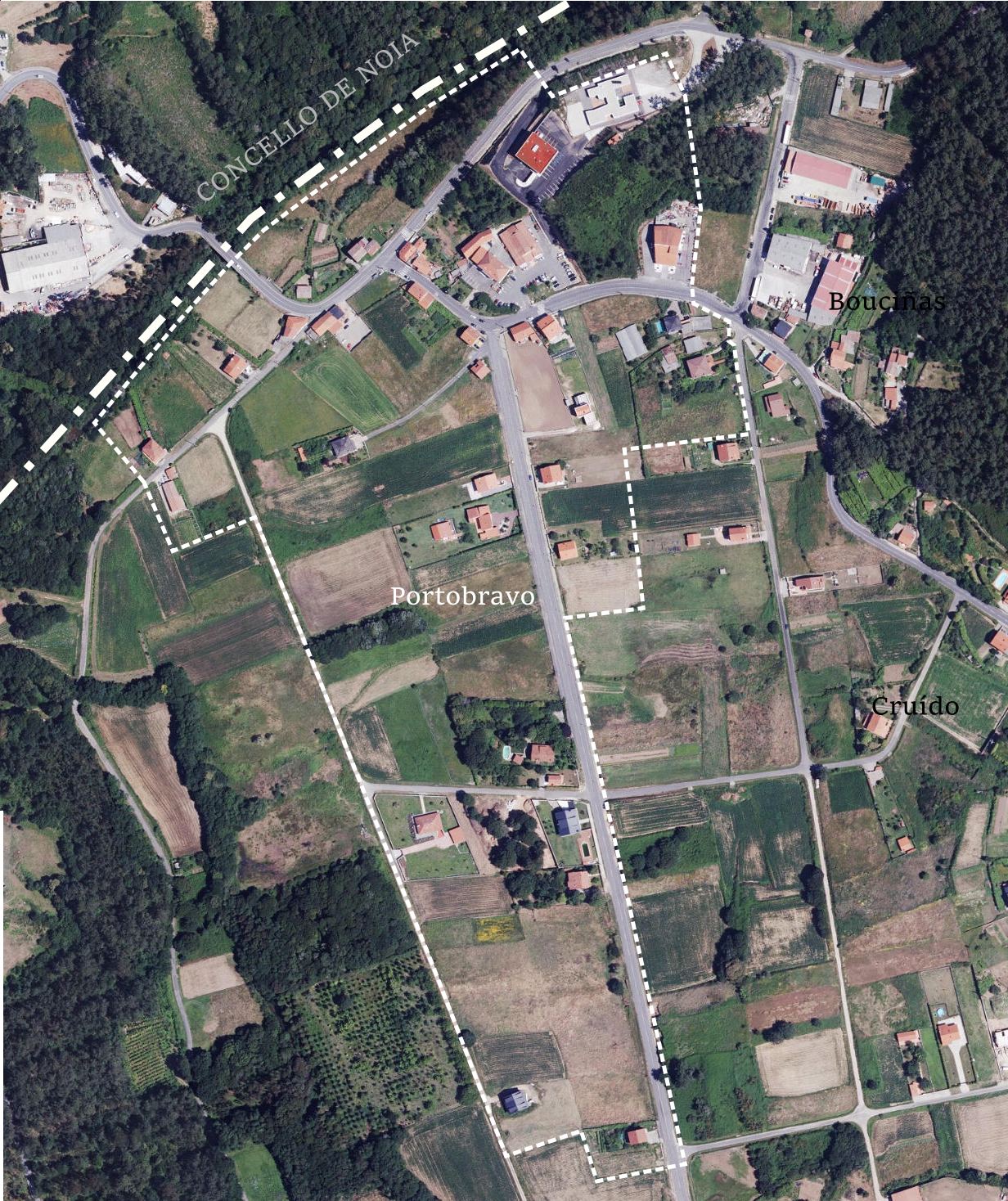
Ortofoto de Portobravo en 2014, con sus límites según ctatastro.
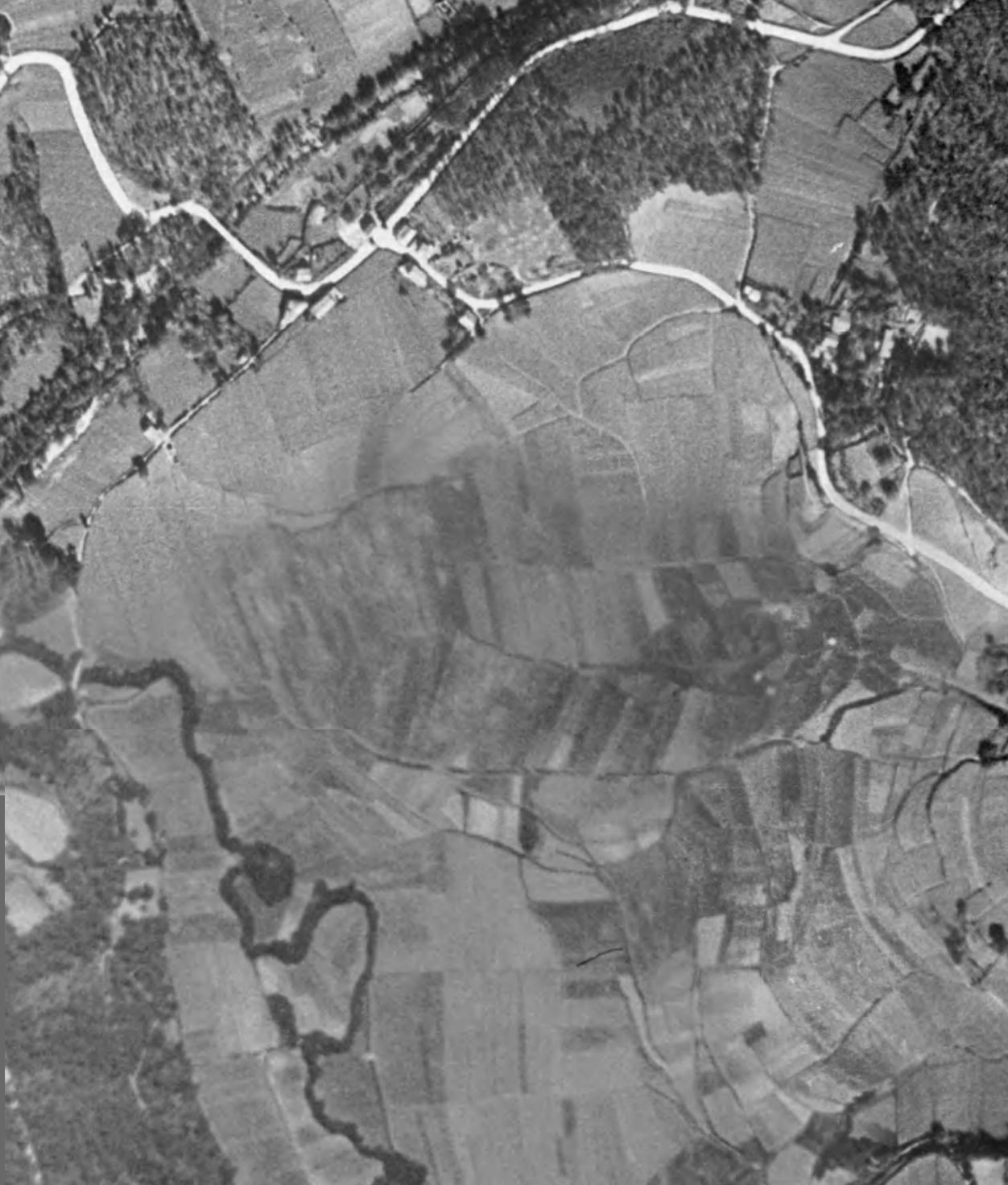
Ortofoto de Portobravo en 1952, tomada por un vuelo americano.
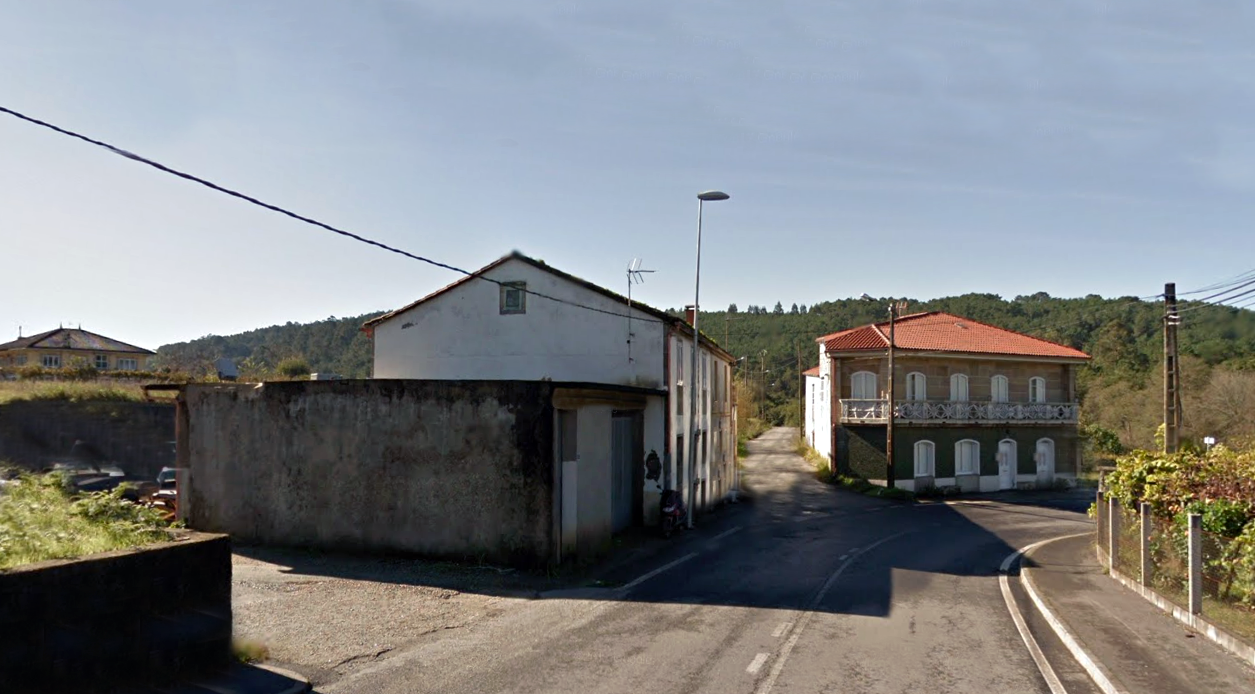
Casas tradicionales en Portobravo.
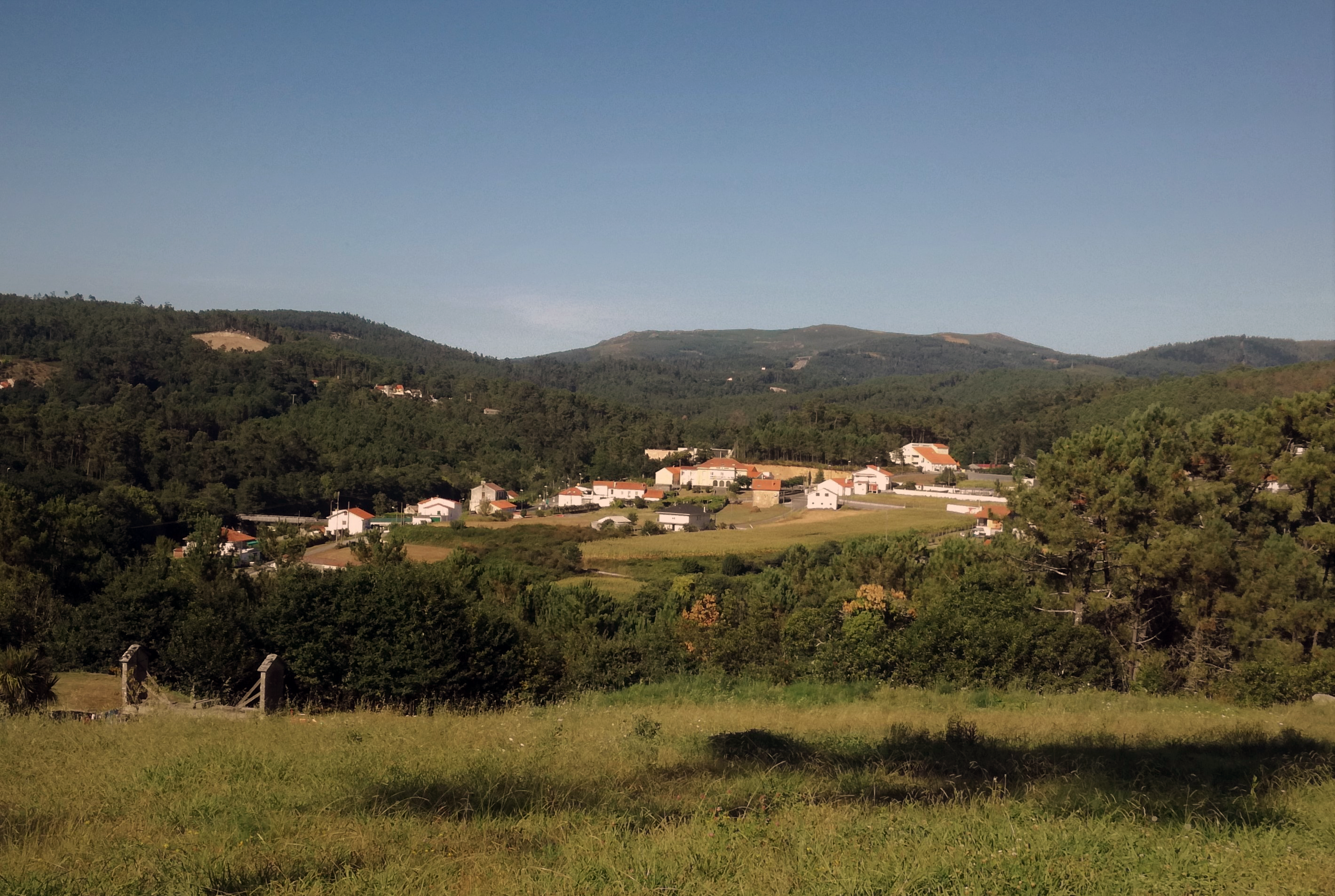
Vista general de Portobravo y su contorno.